# ジャン・ジャコビー
ジャン・ルシアン・ニコラ・ジャコビー（Jean Lucien Nicolas Jacoby、1891年3月26日 - 1936年9月9日）は、ルクセンブルク生まれの画家である。フランスやドイツで働いた。1924年パリオリンピックと1928年アムステルダムオリンピックの芸術競技で金メダルを獲得した。

## 略歴
ルクセンブルク市で生まれ、当時ドイツ領であったアルザスのモルスアイムで育った。ストラスブールの工芸学校（後のÉcole supérieure des arts décoratifs de Strasbourg）で学び、1912年から6年ほどベルリンに彫刻家のアルトゥール・レヴィン＝フィンケが創立した美術学校の美術教師として働いた。
その後、ドイツ、ヘッセン州のヴィースバーデンの教会の装飾画を描く仕事をした。
1924年パリオリンピックの芸術競技の絵画部門で金メダルを受賞した。1926年から1934年の間は、ストラスブールでウルシュタイン新聞社(Ullstein Verlag)が発行する新聞などの挿絵画家として働き、出版社の美術監督としても働いた。
1928年アムステルダムオリンピックの素描部門でも金メダルを受賞し、2個のオリンピックの芸術競技の金メダルを受賞した唯一の芸術家となった。
1934年にアルザスのミュルーズに移り、1936年にミュルーズで心臓発作のために45歳で亡くなった。

## 作品

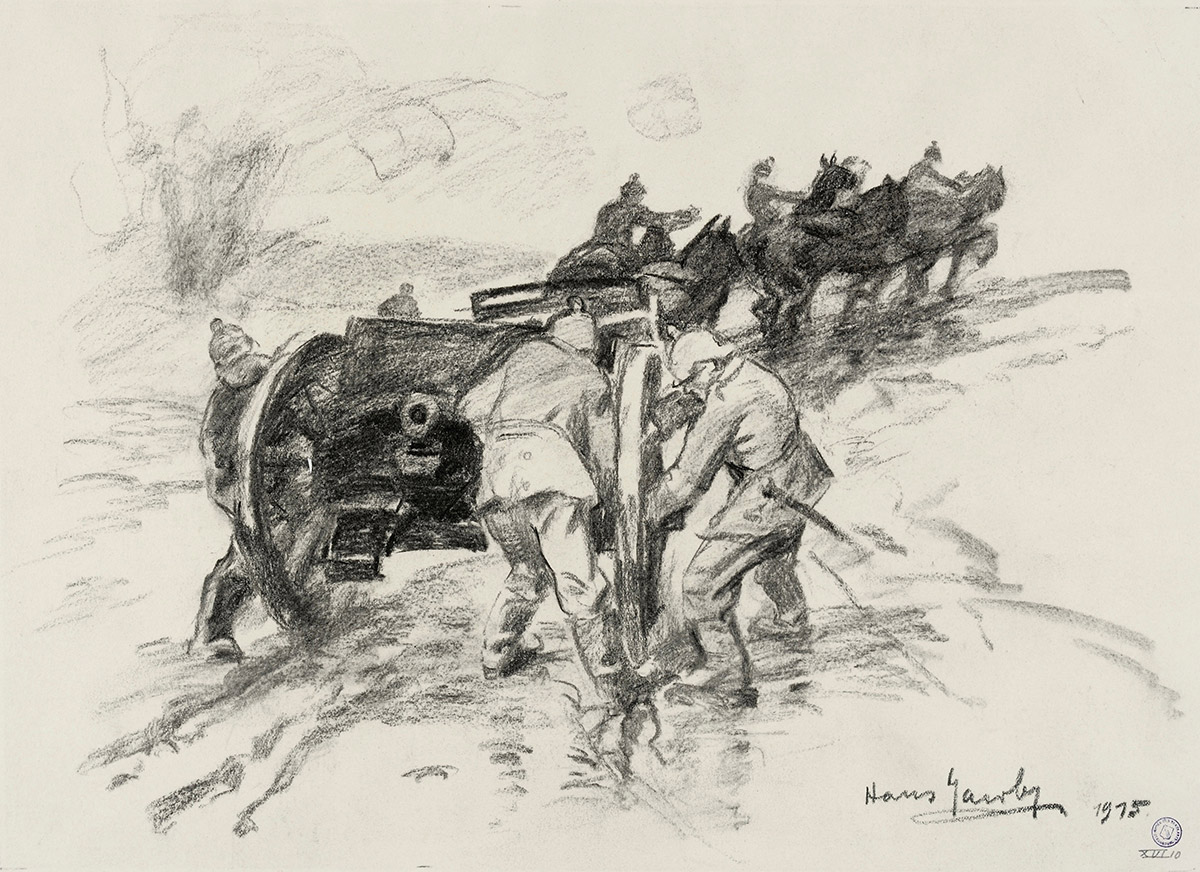
第一次世界大戦の戦場を描いた素描(1915)
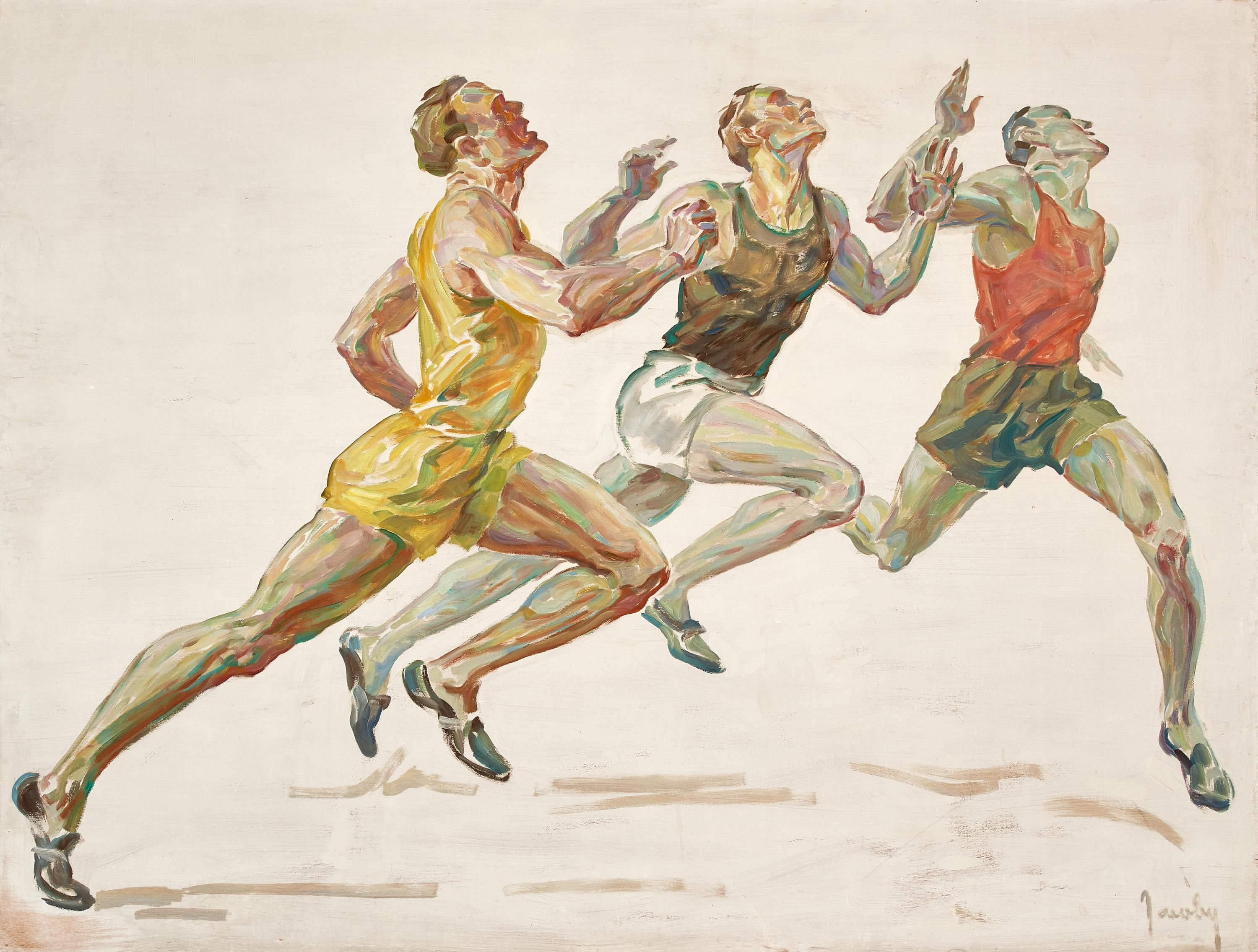
陸上競技のゴール ルクセンブルク歴史芸術博物館
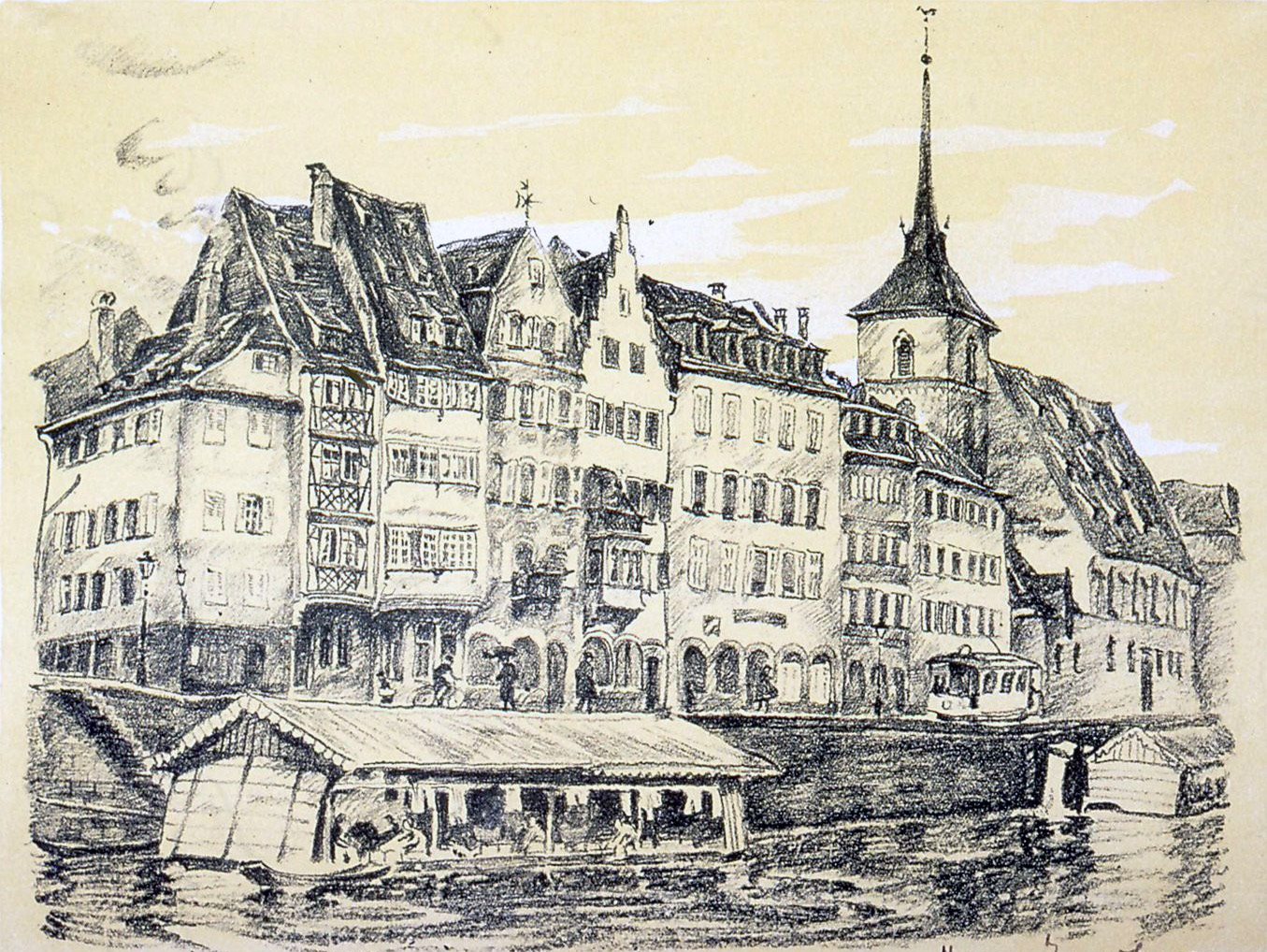
ストラスブールの風景 (1917)

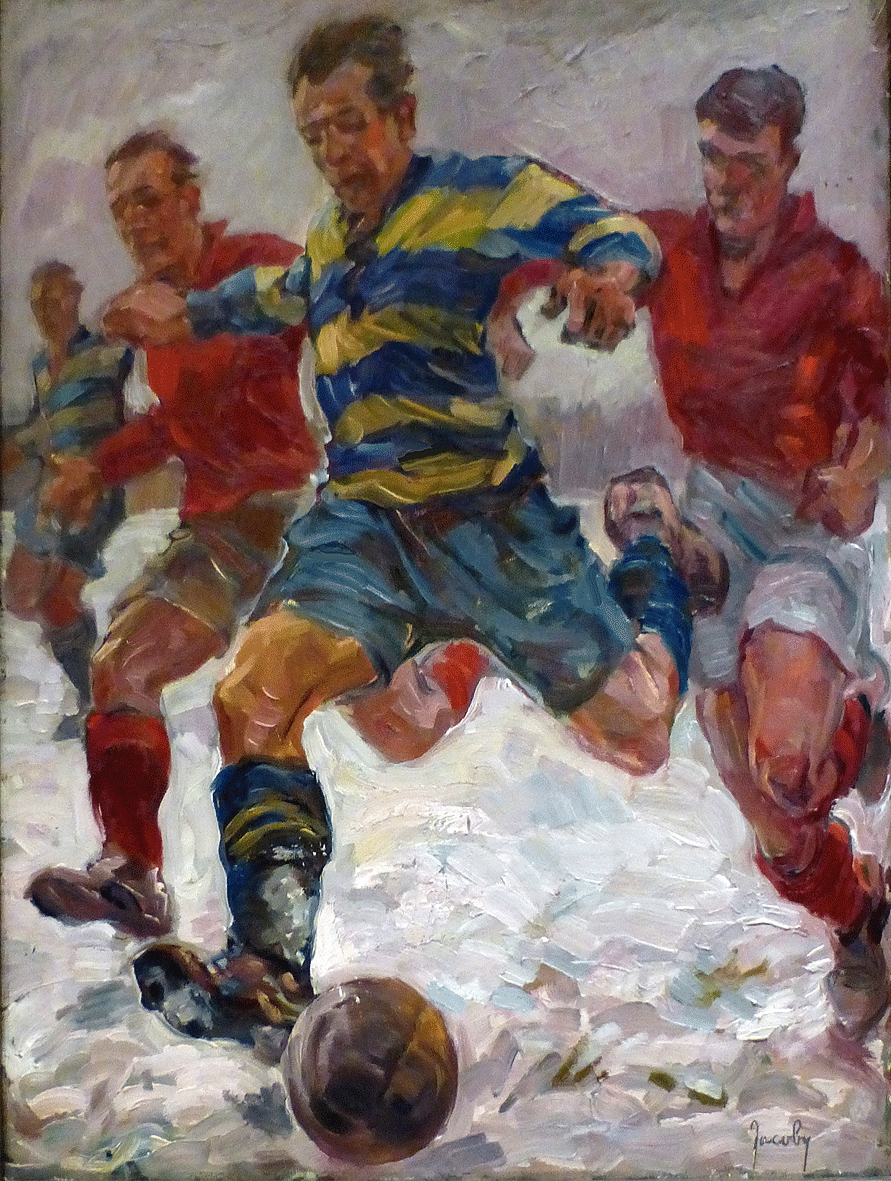
サッカー、1932年ロサンゼルスオリンピックで発表
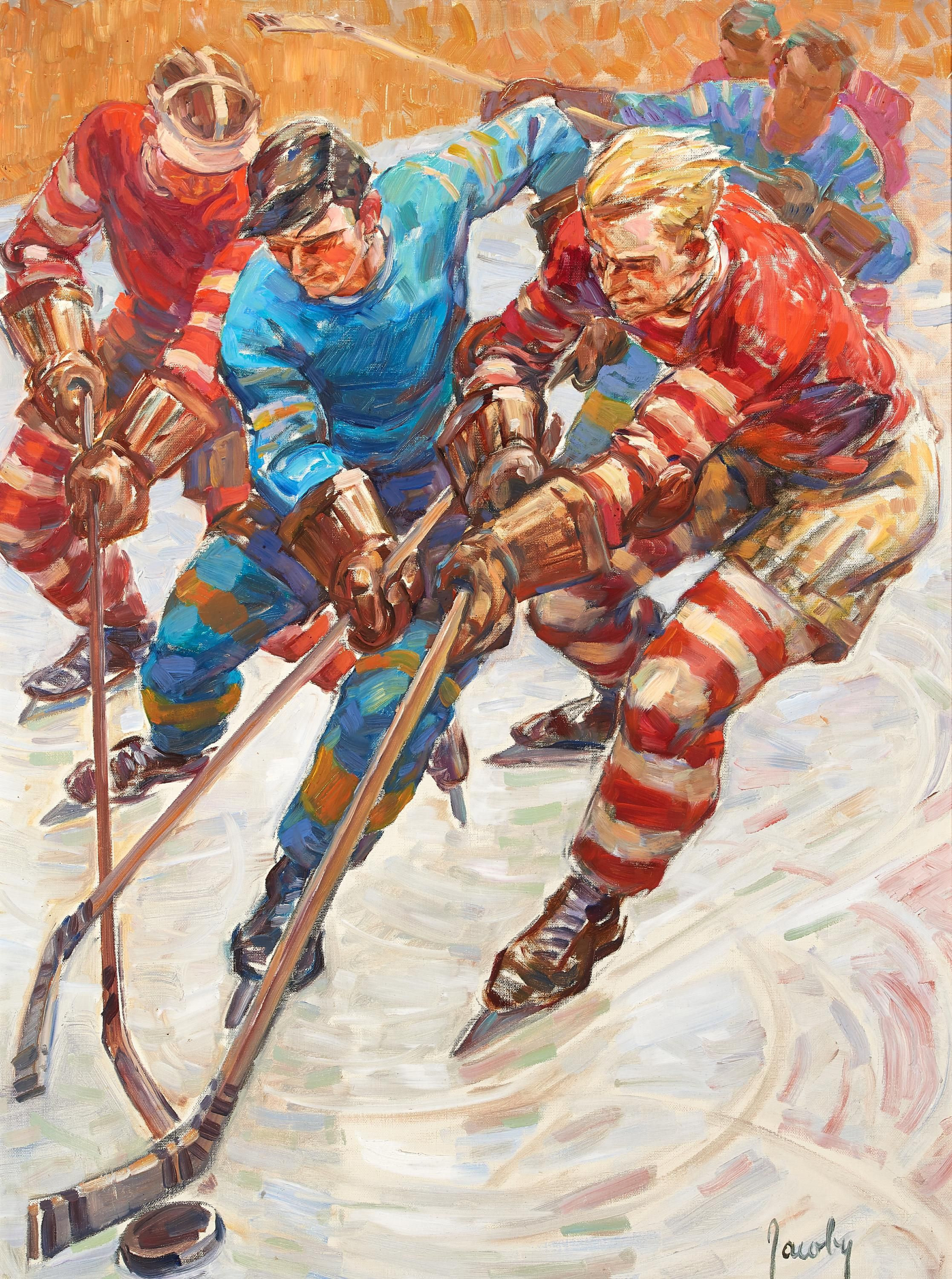
アイスホッケーF ルクセンブルク歴史芸術博物館
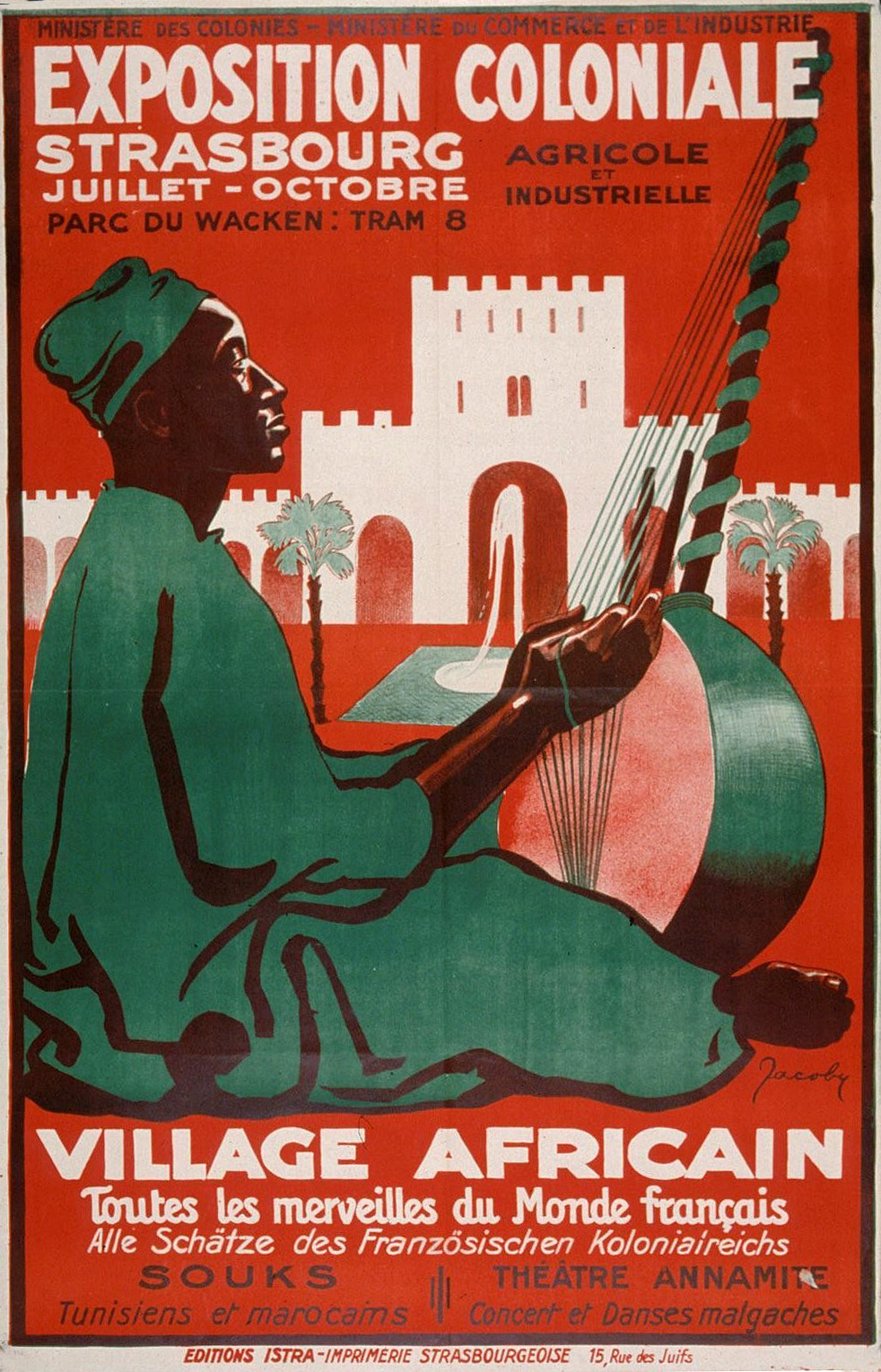
1924年にストラスブールで開かれた植民地展覧会ポスター
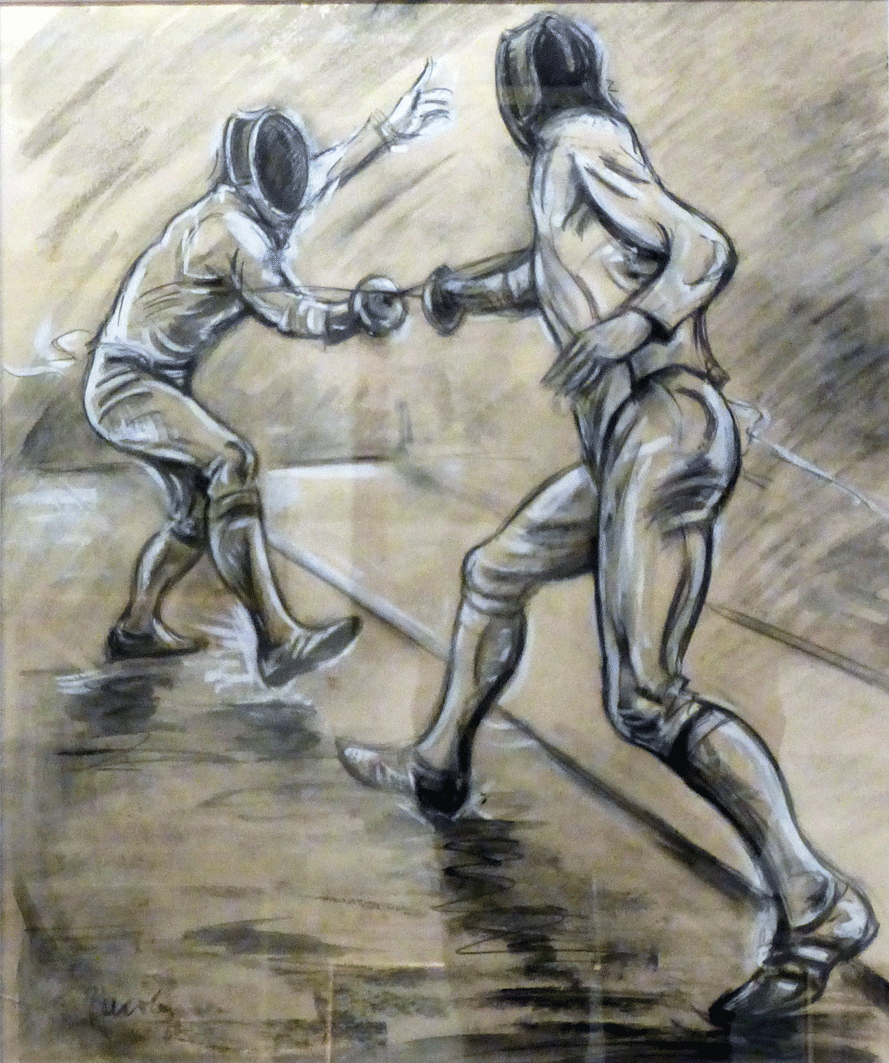
フェンシング選手